# NGC 7807
NGC 7807 је спирална галаксија у сазвежђу Кит која се налази на NGC листи објеката дубоког неба.
Деклинација објекта је - 18° 50' 31" а ректасцензија 0h 0m 26,6s. Привидна величина (магнитуда) објекта NGC 7807 износи 14,8 а фотографска магнитуда 15,6. NGC 7807 је још познат и под ознакама ESO 538-15, PGC 33.